# Campeonato Neerlandés de Fútbol 1917-18
El Campeonato Neerlandés de Fútbol 1917/18 fue la 30.ª edición del campeonato de fútbol de los Países Bajos. Participaron 51 equipos divididos en cinco divisiones. El campeón nacional sería determinado por un grupo final formado con los ganadores de las divisiones de fútbol del este, norte, sur y dos del oeste. AFC Ajax ganó el campeonato de este año.

## Nuevos participantes
| Eerste Klasse Este: - Promovido desde la 2ª división: EFC PW 1885 (regresa después de tres temporadas de ausencia) Eerste Klasse Norte: - Promovido desde la 2ª división: HSC Eerste Klasse Sur: - Promovido desde la 2ª división: HVV Helmond Eerste Klasse Oeste-A: - Promovido desde la 2ª división: AFC Ajax (regresa después de tres temporadas de ausencia) | Eerste Klasse Oeste-B: (nueva división) - Feijenoord - AFC Amsterdam - Amstel - VV Concordia - De Spartaan - Dordrecht - DVS Rotterdam - Hermes DVS - HVV 't Gooi - RFC Rotterdam - SVV - VVA |

## Divisiones

### Eerste Klasse Este
| Pos | Equipo             | PJ | PG | PE | PP | GF | GC | Pts | DG  | Notas                                     |
| --- | ------------------ | -- | -- | -- | -- | -- | -- | --- | --- | ----------------------------------------- |
| 1   | Go Ahead           | 18 | 14 | 3  | 1  | 48 | 13 | 31  | +35 | Clasificado al grupo final por el título. |
| 2   | Be Quick Zutphen   | 18 | 9  | 6  | 3  | 33 | 20 | 24  | +13 |                                           |
| 3   | HVV Tubantia       | 18 | 7  | 9  | 2  | 34 | 19 | 23  | +15 |                                           |
| 4   | Quick Nijmegen     | 18 | 10 | 2  | 6  | 36 | 18 | 22  | +18 |                                           |
| 5   | EFC PW 1885        | 18 | 7  | 3  | 8  | 36 | 27 | 17  | +9  |                                           |
| 6   | Koninklijke UD     | 18 | 6  | 5  | 7  | 34 | 32 | 17  | +2  |                                           |
| 7   | SC Enschede        | 18 | 6  | 2  | 10 | 27 | 44 | 14  | -17 |                                           |
| 8   | Vitesse            | 18 | 6  | 2  | 10 | 23 | 43 | 14  | -20 |                                           |
| 9   | GVC Wageningen     | 18 | 4  | 5  | 9  | 20 | 42 | 13  | -22 |                                           |
| 10  | Robur et Velocitas | 18 | 2  | 1  | 15 | 16 | 49 | 5   | -33 | Descendido a la segunda división.         |

PJ = Partidos jugados; PG = Partidos ganados; PE = Partidos empatados; PP = Partidos perdidos; GF = Goles a favor; GC = Goles en contra; Pts = Puntos; DG = Diferencia de goles

### Eerste Klasse Norte
| Pos | Equipo          | PJ | PG | PE | PP | GF | GC | Pts | DG  | Notas                                     |
| --- | --------------- | -- | -- | -- | -- | -- | -- | --- | --- | ----------------------------------------- |
| 1   | Be Quick 1887   | 14 | 12 | 1  | 1  | 61 | 12 | 25  | +49 | Clasificado al grupo final por el título. |
| 2   | Velocitas 1897  | 14 | 10 | 1  | 3  | 57 | 27 | 21  | +30 |                                           |
| 3   | LAC Frisia 1883 | 13 | 6  | 1  | 6  | 37 | 28 | 13  | +9  |                                           |
| 4   | WVV Winschoten  | 14 | 6  | 2  | 6  | 22 | 25 | 14  | -3  |                                           |
| 5   | HSC             | 14 | 5  | 0  | 9  | 15 | 42 | 10  | -27 |                                           |
| 6   | Achilles 1894   | 14 | 5  | 1  | 8  | 30 | 49 | 11  | -19 |                                           |
| 7   | GSAVV Forward   | 14 | 2  | 2  | 10 | 21 | 54 | 6   | -33 |                                           |
| 8   | Veendam         | 13 | 4  | 2  | 7  | 24 | 30 | 4   | -6  | Se le descontaron 6 puntos.               |

PJ = Partidos jugados; PG = Partidos ganados; PE = Partidos empatados; PP = Partidos perdidos; GF = Goles a favor; GC = Goles en contra; Pts = Puntos; DG = Diferencia de goles

### Eerste Klasse Sur
| Pos | Equipo               | PJ | PG | PE | PP | GF | GC | Pts | DG  | Notas                                     |
| --- | -------------------- | -- | -- | -- | -- | -- | -- | --- | --- | ----------------------------------------- |
| 1   | Willem II            | 16 | 13 | 2  | 1  | 39 | 14 | 28  | +25 | Clasificado al grupo final por el título. |
| 2   | NAC                  | 16 | 9  | 5  | 2  | 40 | 17 | 23  | +23 |                                           |
| 3   | MVV Maastricht       | 16 | 11 | 1  | 4  | 32 | 23 | 23  | +9  |                                           |
| 4   | CVV Velocitas        | 16 | 8  | 1  | 7  | 29 | 24 | 17  | +5  |                                           |
| 5   | RKVV Wilhelmina      | 16 | 5  | 5  | 6  | 18 | 16 | 15  | +2  |                                           |
| 6   | Zeelandia Middelburg | 16 | 2  | 6  | 8  | 16 | 26 | 10  | -10 |                                           |
| 7   | VVV Venlo            | 16 | 3  | 4  | 9  | 19 | 35 | 10  | -16 |                                           |
| 8   | HVV Helmond          | 16 | 3  | 4  | 9  | 24 | 47 | 10  | -23 |                                           |
| 9   | MSV Maastricht       | 16 | 3  | 2  | 11 | 16 | 31 | 8   | -15 | Descendido a la segunda división          |

PJ = Partidos jugados; PG = Partidos ganados; PE = Partidos empatados; PP = Partidos perdidos; GF = Goles a favor; GC = Goles en contra; Pts = Puntos; DG = Diferencia de goles

### Eerste Klasse Oeste-A
| Pos | Equipo              | PJ | PG | PE | PP | GF | GC | Pts | DG  | Notas                                     |
| --- | ------------------- | -- | -- | -- | -- | -- | -- | --- | --- | ----------------------------------------- |
| 1   | AFC Ajax            | 22 | 14 | 5  | 3  | 58 | 20 | 33  | +38 | Clasificado al grupo final por el título. |
| 2   | HFC Haarlem         | 22 | 13 | 2  | 7  | 50 | 28 | 28  | +22 |                                           |
| 3   | Blauw-Wit Amsterdam | 22 | 12 | 4  | 6  | 35 | 23 | 28  | +12 |                                           |
| 4   | Sparta Rotterdam    | 22 | 11 | 3  | 8  | 47 | 26 | 25  | +21 |                                           |
| 5   | USV Hercules        | 22 | 11 | 3  | 8  | 32 | 31 | 25  | +1  |                                           |
| 6   | HVV Den Haag        | 22 | 10 | 2  | 10 | 41 | 39 | 22  | +2  |                                           |
| 7   | UVV Utrecht         | 22 | 10 | 2  | 10 | 45 | 45 | 22  | 0   |                                           |
| 8   | DFC                 | 22 | 7  | 4  | 11 | 33 | 42 | 18  | -9  |                                           |
| 9   | Koninklijke HFC     | 22 | 7  | 3  | 12 | 32 | 36 | 17  | -4  |                                           |
| 10  | HBS Craeyenhout     | 22 | 7  | 3  | 12 | 36 | 71 | 17  | -35 |                                           |
| 11  | VOC                 | 22 | 5  | 6  | 11 | 24 | 44 | 16  | -20 |                                           |
| 12  | HC & CV Quick       | 22 | 5  | 3  | 14 | 16 | 44 | 13  | -28 |                                           |

PJ = Partidos jugados; PG = Partidos ganados; PE = Partidos empatados; PP = Partidos perdidos; GF = Goles a favor; GC = Goles en contra; Pts = Puntos; DG = Diferencia de goles

### Eerste Klasse Oeste-B
| Pos | Equipo        | PJ | PG | PE | PP | GF | GC | Pts | DG  | Notas                                                         |
| --- | ------------- | -- | -- | -- | -- | -- | -- | --- | --- | ------------------------------------------------------------- |
| 1   | AFC Amsterdam | 22 | 12 | 7  | 3  | 37 | 16 | 31  | +19 | Clasificado al grupo final por el título.                     |
| 2   | De Spartaan   | 22 | 12 | 7  | 3  | 36 | 19 | 31  | +17 |                                                               |
| 3   | Feijenoord    | 22 | 10 | 4  | 8  | 31 | 30 | 24  | +1  |                                                               |
| 4   | HVV 't Gooi   | 22 | 10 | 3  | 9  | 32 | 28 | 23  | +4  |                                                               |
| 5   | RFC           | 22 | 8  | 7  | 7  | 31 | 33 | 23  | -2  |                                                               |
| 6   | Hermes DVS    | 22 | 8  | 7  | 7  | 25 | 27 | 23  | -2  |                                                               |
| 7   | Dordrecht     | 22 | 8  | 6  | 8  | 29 | 28 | 22  | +1  |                                                               |
| 8   | DVS Rotterdam | 22 | 7  | 5  | 10 | 33 | 40 | 19  | -13 |                                                               |
| 9   | VV Concordia  | 22 | 6  | 7  | 9  | 35 | 43 | 19  | -8  |                                                               |
| 10  | VVA Amsterdam | 22 | 4  | 8  | 10 | 37 | 33 | 16  | +4  |                                                               |
| 11  | SVV           | 22 | 4  | 8  | 10 | 21 | 39 | 16  | -18 |                                                               |
| 12  | Amstel        | 22 | 6  | 5  | 11 | 21 | 32 | 15  | -11 | Se le descontaron 2 puntos, descendido a la segunda división. |

PJ = Partidos jugados; PG = Partidos ganados; PE = Partidos empatados; PP = Partidos perdidos; GF = Goles a favor; GC = Goles en contra; Pts = Puntos; DG = Diferencia de goles

### Grupo final por el título
| Pos | Equipo        | PJ | PG | PE | PP | GF | GC | Pts | DG  |
| --- | ------------- | -- | -- | -- | -- | -- | -- | --- | --- |
| 1   | AFC Ajax      | 8  | 6  | 1  | 1  | 16 | 4  | 13  | +12 |
| 2   | Go Ahead      | 8  | 4  | 2  | 2  | 7  | 4  | 10  | +3  |
| 3   | Willem II     | 8  | 4  | 1  | 3  | 10 | 10 | 9   | 0   |
| 4   | AFC Amsterdam | 8  | 2  | 1  | 5  | 11 | 17 | 5   | -6  |
| 5   | Be Quick 1887 | 8  | 1  | 1  | 6  | 9  | 18 | 3   | -9  |

PJ = Partidos jugados; PG = Partidos ganados; PE = Partidos empatados; PP = Partidos perdidos; GF = Goles a favor; GC = Goles en contra; Pts = Puntos; DG = Diferencia de goles
|                          |
| Campeón Ajax 1.er título |